# Площадь Макса Иосифа

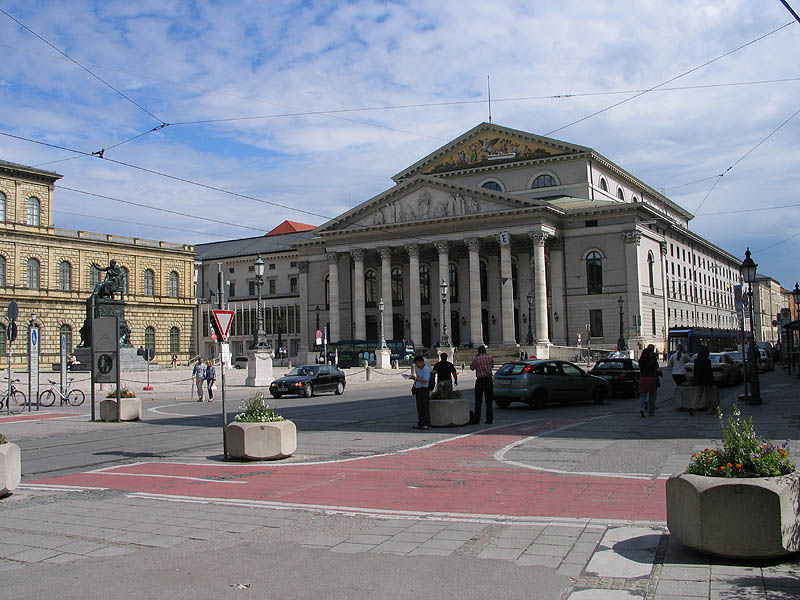
Национальный театр на площади Макса Иосифа в Мюнхене

Площадь Макса Иосифа (Макс-Йозеф-плац, нем. Max-Joseph-Platz) — площадь в старой части Мюнхена, названная в честь короля Баварии Максимилиана I Иосифа. Находится к югу от Мюнхенской резиденции, от неё начинается улица Максимилианштрассе.
Площадь была заложена на месте снесённого францисканского монастыря в 1802 году. Изначально это место было отведено под национальный баварский театр, к строительству которого Карл фон Фишер приступил в 1811 году. Театр был построен по образцу парижского театра «Одеон». При короле Людвиге I в 1825—1842 годах архитектор Лео фон Кленце возвёл у северной стороны площади классицистское Кёнигсбау, «королевское здание» для комплекса Мюнхенской резиденции, взяв за образец флорентийские палаццо Питти и палаццо Ручеллаи. На южной стороне площади Макса Иосифа в 1747—1754 годах по проекту Игнатия Антона Гунецрайнера был возведён дворец Тёринг-Йеттенбах.